# 315
315（三百一十五）是自然数也是整数介於314和316之間。

## 數學性質
- 合數，正因數有1、3、5、7、9、15、21、35、45、63、105和315。
質因數分解為{\displaystyle 3^{2}\times 5\times 7}。
- 虧數，真因數和為309，虧度為6。
- 第88個十进制的哈沙德數。前一個為312、下一個為320。
- 十进制的奢侈數。
- 1到10的所有奇数（1, 3, 5, 7, 9）的最小公倍數是315。（→參考最小公倍数）
- 三角函數特殊值315° 
  - sin315° = {\displaystyle -{\frac {1}{\sqrt {2}}}\,}
  - cos 315° = {\displaystyle {\frac {1}{\sqrt {2}}}\,} = sin45°
  - tan 315° = - 1 。
  - 315° = {\displaystyle {\frac {7\pi }{4}}\,}rad。
- 有形數
  - 三角火柴棒數（页面存档备份，存于）(Triangular matchstick numbers)（OEIS數列A045943）
- 315在二十進制為FF是迴文數，即315=FF(20)。

## 天文領域
- NGC 315 是雙魚座的一個星系。
- Collinder 315或稱NGC 6231是一個位於天蠍座的疏散星團

## 其他領域
- 西元315年
- 西元前315年
- 日本國道315號（日语：国道315号）
- 下花园区是中国河北省张家口市下辖的一个区。面积315平方千米
- 地球對太陽的黃道經度為315度時，正好是二十四節氣的立春，2月4日。
- 方位角度315°是西北約在左前方。
- 三一五事件
- SiS315 由SiS設計，于2000年发布。
- 北美洲電話區號315號是纽约州 (Syracuse, Utica, 沃特敦, and north central New York)
- 英國鐵路315型電力動車組